# Théodore Fix
Théodore Fix (* 1800 in Solothurn; † 31. Juli 1846) war ein französischer Nationalökonom.

## Leben
Fix kam 1830 nach Paris, wo er den geografischen Teil für das Bulletin universel des sciences redigierte. Seit 1833 gab er die Revue mensuelle d’économie politique (1833–1836, 5 Bände) heraus und schrieb eine große Anzahl bemerkenswerter Artikel für das Journal des l’Économistes und andre französische Zeitungen. Im Jahr 1840 krönte die Akademie der moralischen und politischen Wissenschaften seine Abhandlung über den Deutschen Zollverein mit einem Preis und beauftragte ihn mit Ausarbeitung des nationalökonomischen Teils des Rapport sur les progrès des sciences sociales depuis 1789. In richtiger Erkenntnis der Lage der arbeitenden Klassen verlangte Fix besseren Unterricht für die Massen, Maßregeln zugunsten der Gesundheit der Fabrikarbeiter etc. Sein letztes Werk: Observations sur l’état des classes ouvrières (Paris 1846), zeugt von guter Beobachtungsgabe.

## Schriften (Auswahl)
- Théodore Fix: Revue mensuelle d’économie politique. Band 1–3 (1833–1834). Paris (französisch, babel.hathitrust.org).
- Théodore Fix: Revue mensuelle d’économie politique. Band 4–5 (1835–1836). Paris (französisch, babel.hathitrust.org).
- Observations sur l’état des classes ouvrières. Guillaumin, Paris 1846 (französisch, archive.org).